# Tetragnatha nitidiuscula
Tetragnatha nitidiuscula là một loài nhện trong họ Tetragnathidae.
Loài này thuộc chi Tetragnatha. Tetragnatha nitidiuscula được Eugène Simon miêu tả năm 1907.